# بيتر سوتون (قسيس)
بيتر سوتون (بالإنجليزية: Peter Sutton)‏ هو قسيس نيوزيلندي، ولد في 7 يونيو 1923، وتوفي في 23 مارس 2013.